# Cynorkis glandulosa
Cynorkis glandulosa är en orkidéart som beskrevs av Henry Nicholas Ridley. Cynorkis glandulosa ingår i släktet Cynorkis, och familjen orkidéer. Inga underarter finns listade i Catalogue of Life.